# Merisus flagellatus
Merisus flagellatus är en stekelart som beskrevs av Boucek 1965. Merisus flagellatus ingår i släktet Merisus och familjen puppglanssteklar.
Artens utbredningsområde är:
- Tyskland.
- Kazakstan.
- Spanien.
- Sverige.
- Moldavien.

Arten är reproducerande i Sverige. Inga underarter finns listade i Catalogue of Life.